# Femmina Alfa
Femmina Alfa è il secondo EP della rapper italiana Baby K, pubblicato il 23 settembre 2011 dalla Quadraro Basement.

## Tracce
1. Femmina Alfa – 2:48
2. Primo round – 3:10
3. Sole – 3:41
4. In piedi – 3:28
5. Una su un milione – 3:47

## Formazione
- Baby K – voce, produzione esecutiva
- Yung Lee Da Finest – produzione (tracce 1 e 2)
- DJ Stan – produzione (traccia 3)
- 3D – produzione (traccia 4)
- Dee – produzione (traccia 5)